# Jaluco
Jaluco är en ort i Mexiko.   Den ligger i kommunen Cihuatlán och delstaten Jalisco, i den södra delen av landet, 600 km väster om huvudstaden Mexico City. Jaluco ligger 15 meter över havet och antalet invånare är 3 156.
Terrängen runt Jaluco är platt åt sydost, men åt nordväst är den kuperad. Havet är nära Jaluco åt sydväst.  Närmaste större samhälle är Cihuatlán, 12,5 km öster om Jaluco.